# Калијато
Калијато је насеље у Италији у округу Агриђенто, региону Сицилија.
Према процени из 2011. у насељу је живело 49 становника. Насеље се налази на надморској висини од 155 м.